# Madison Plaza
Madison Plaza è un grattacielo a Chicago, Illinois.

## Caratteristiche
L'edificio, alto 182 metri si trova nel Chicago Loop. Ha 45 piani ed è stato completato nel 1982. Madison Plaza è attualmente il 48° edificio più alto della città. Lo studio di architettura che ha progettato l'edificio era Skidmore, Owings & Merrill, lo stesso studio che ha progettato la Willis Tower e il John Hancock Center e il Burj Khalifa a Dubai.
Madison Plaza è stato progettato con un "bordo a dente di sega" e incorpora sei angoli sulla faccia sud-est dell'edificio. Pertanto, l'edificio ha nove uffici d'angolo sulla maggior parte dei suoi piani. Madison Plaza fu originariamente proposto di avere una torre gemella situata nel lotto situato a sud della torre. Tuttavia, i piani per una seconda torre furono infine abbandonati. Sei anni dopo, nel 1988, fu proposta la costruzione della Miglin-Beitler Skyneedle nello stesso lotto, adiacente a Madison Plaza. I piani prevedevano la costruzione di una torre di 125 piani che doveva essere alta 610 metri. Tuttavia, anche quel piano fu infine cancellato. Il lotto è ora utilizzato come garage.